# Kaplica Najświętszej Maryi Panny z Fatimy w Ciechanowcu
Kaplica Najświętszej Maryi Panny z Fatimy – kaplica parafialna należąca do dekanatu Szepietowo diecezji łomżyńskiej.
Jest to murowana budowla wzniesiona w latach 1998-2000 dzięki staraniom księdza proboszcza Waldemara Krzywińskiego; pobłogosławił ją w dniu 13 października 1999 roku biskup łomżyński Stanisław Stefanek z towarzyszeniem biskupa drohiczyńskiego Antoniego Dydycza. Kaplica obecnie zastępuje kościół. Z kaplicą jest połączona murowana plebania. Parafia Najświętszej Maryi Panny z Fatimy została erygowana w dniu 29 czerwca 1998 roku.